# Hymenophyllum tomentosum
Espèce
Hymenophyllum tomentosum est une espèce de fougères de la famille des Hyménophyllacées.

## Description
Cette espèce a les caractéristiques suivantes :
- son rhizome est long et filiforme ;
- les frondes, d'une cinquantaine de centimètres de long pour moins de trois centimètres de large, ont un limbe divisé une fois ;
- les segments, oblongs et partiellement lobés, sont parcourus axialement par des veines parfois interrompues ;
- la plante est couverte de poils en étoile très caractéristiques du sous-genre Sphaerocionium ;
- Les sores, solitaires, sont portés par l'extrémité d'un segment ou d'un lobe, majoritairement à la partie terminale du limbe ;
- l'indusie est formée deux lèvres aussi larges que longues et couvrant presque intégralement les grappes de sporanges.

## Distribution
Cette espèce est présente en Amérique du Sud, dans la Cordillère des Andes du Sud du Pérou au Venezuela.
Elle est principalement épiphyte des troncs d'arbres de forêts pluviales.

## Historique
Cette plante a été collectée en 1829 au Pérou à Pampayacu par Eduard Friedrich Poeppig. Elle a été décrite en 1834 par Gustav Kunze sous le nom de Hymenophyllum tomentosum.
En 1843, Karel Bořivoj Presl la place dans le genre Sphaerocionium : Sphaerocionium tomentosum (Kunze) C.Presl
En 1849, il la déplace dans le genre : Dermatophlebium : Dermatophlebium tomentosum (Kunze) C.Presl.
Cependant, une fougère collectée par Gustav Hermann Karsten en Colombie près de Bogota, à Fusugasuga, est décrite en 1859 comme une espèce nouvelle par Johann Wilhelm Sturm sous le nom de Hymenophyllum fusugasugense.
Gustav Hermann Karsten lui-même remarque la proximité avec Hymenophyllum tomentosum mais il estime les différences suffisamment importantes - il s'agit de la position des nervures - pour conclure à deux espèces différentes.
Près d'un siècle plus tard, Hymenophyllum fusugasugense va être reclassée par Conrad Vernon Morton comme variété de Hymenophyllum tementosum : Hymenophyllum tomentosum var fusugasugense (H.Karst. ex J.W.Sturm) C.V.Morton.
Mais entretemps, Conrad Vernon Morton avait décrit, en 1947, une variété de Hymenophyllum fusugasugense H.Karst. ex J.W.Sturm : Hymenophyllum fusagasugense var. aberrans C.V.Morton, qui se révèle finalement être identique à Hymenophyllum tomentosum.
En 1974, Conrad Vernon Morton la place dans la sous-section Plumosa de la section Sphaerocionium du sous-genre Sphaerocionium du genre Hymenophyllum. Il maintient toujours à cette date la synonymie avec Hymenophyllum fusugasugense.
Enfin, en 2006, Atsushi Ebihara, Jean-Yves Dubuisson, Kunio Iwatsuki, Sabine Hennequin et Motomi Ito confirment le classement d'origine dans le genre Hymenophyllum et en font une espèce représentative du sous-genre Sphaerocionium. Par ailleurs, ils ne maintiennent pas la synonymie avec Hymenophyllum fusugasugense qui devient une autre espèce représentative du sous-genre.

## Position taxinomique
Hymenophyllum tomentosum appartient au sous-genre Sphaerocionium.
Deux variétés ont été décrites, mais toutes les deux non maintenues :
- Hymenophyllum tomentosum var. fusugasugense (H.Karst. ex J.W.Sturm) C.V.Morton (1953) - voir Hymenophyllum fusugasugense H.Karst. ex J.W.Sturm
- Hymenophyllum fusagasugense var. aberrans C.V.Morton (1947) : voir Hymenophyllum tomentosum Kunze

Elles compte donc trois synonymes :
- Dermatophlebium tomentosum (Kunze) C.Presl
- Hymenophyllum fusagasugense var. aberrans C.V.Morton
- Sphaerocionium tomentosum (Kunze) C.Presl